# Sylvia Glowacki
Sylvia Glowacki, geborene Klauser (* 25. November 1868 in Graz; † 28. November 1916 ebenda) war eine hauptsächlich in der Steiermark tätige österreichische Frauenrechtlerin.
Die Tochter eines Richters heiratete den Botaniker und Mittelschulprofessor Julius Glowacki, der von 1899 bis 1911 als Direktor des Gymnasiums in Marburg an der Drau (heute Maribor) eine wichtige Stellung im steirischen Schulwesen innehatte. 
Sylvia Glowacki gründete 1907 den Verein „Frauenhilfe“, trat für die hausindustrielle Betätigung der Frauen des Mittelstandes ein, organisierte 1913 eine große Kunsthandwerksausstellung und erreichte, auch dank der Mitwirkung ihres Mannes, die Koedukation von Knaben und Mädchen in den steirischen Mittelschulen. Glowackis Feminismus trug aufgrund der zeitlichen und örtlichen Umstände ihres Wirkens in der Hauptstadt der damals sprachlich umkämpften mehrheitlich slowenischen Südsteiermark „völkischen“ Charakter.